# حية الشجر
حية الشجر (Boomslang)، هو ثعبان كبير سام من فصيلة الأحناش. وهو النوع الوحيد في جنسه.